# Nevin Galmarini
Nevin Galmarini (St. Gallen, Švicarska, 4. prosinca 1986.) je švicarski snowboarder. Na Olimpijadi u Sočiju 2014., Wild je osvojio srebro u paralelnom veleslalomu.

## Olimpijske igre

### OI 2014. Soči
| Soči 2014. Finale - paralelni veleslalom | Soči 2014. Finale - paralelni veleslalom | Soči 2014. Finale - paralelni veleslalom |
| RANG                                     | Natjecatelj                              |                                          |
| ---------------------------------------- | ---------------------------------------- | ---------------------------------------- |
|                                          | Vic Wild                                 |                                          |
|                                          | Nevin Galmarini                          |                                          |
|                                          | Žan Košir                                |                                          |

## Vanjske poveznice
- Službena web stranica Nevina Galmarinija